# Mirela Manjani
Mirela Manjani-Tzelili (grško Μιρέλα Μανιάνι-Τζελίλη), albansko-grška atletinja, * 21. december 1976, Drač, Ljudska socialistična republika Albanija.
Od leta 1997 je nastopala za Grčijo. Nastopila je na poletnih olimpijskih igrah v letih 1996, 2000 in 2004, leta 2000 je osvojila naslov olimpijske podprvakinje v metu kopja, leta 2004 pa bronasto medaljo. Na svetovnih prvenstvih je v letih 1999 in 2003 osvojila naslov prvakinje ter leta 2001 srebrno medaljo, na evropskih prvenstvih pa naslov prvakinje leta 2002. 